# Conrad de Plaisance
Pour les articles homonymes, voir Conrad.
Conrad Confalonieri ou Conrad de Plaisance (Calendasco, 1290 - Noto, 19 février 1351) est un ermite — puis un anachorète — du Tiers-Ordre franciscain reconnu bienheureux par l'Église catholique romaine. Il est commémoré le 19 février selon le Martyrologe romain.

## Biographie

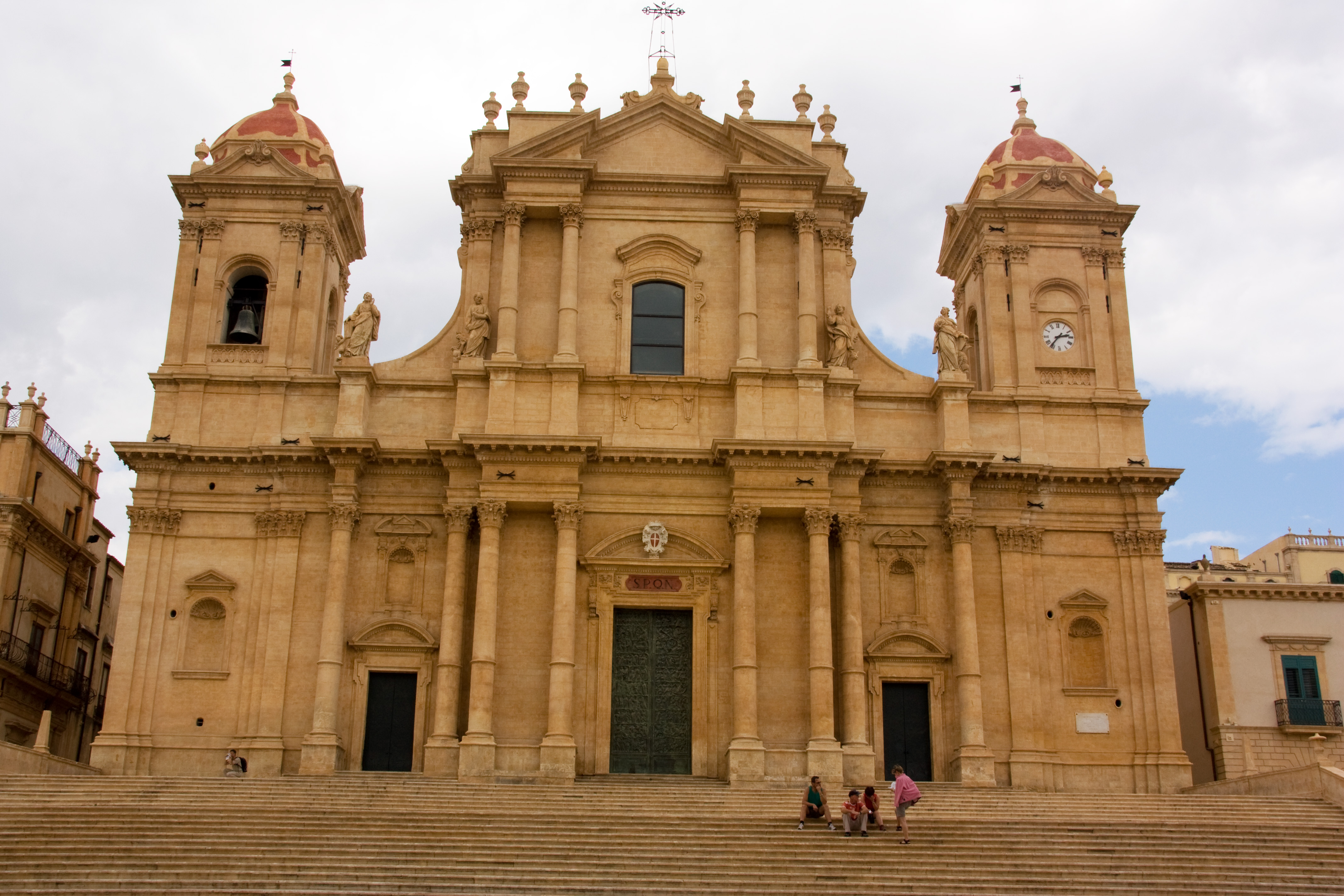
Façade de la cathédrale (duomo) de Noto, en Sicile.

Conrad est un jeune noble de Plaisance. Lors d'une chasse, il provoque accidentellement un incendie qui fait d'importants dégâts. Un bûcheron est condamné à sa place, et emprisonné jusqu'à ce que Conrad se dénonce et le fasse libérer.
C'est alors qu'il renonce à toute vie laïque. Il se sépare de son épouse qui avait rejoint un couvent, et se fait moine franciscain. Il s'installe d'abord comme ermite dans une grotte des monts Hybléens, région montagneuse de Sicile.
À la fin de sa vie, il s'installe à Netum, sur l'actuelle commune de Noto, et vit dans une cellule dont il sort pour s'occuper des malades et des pauvres de l'hôpital local. Netum est abandonnée suite à un tremblement de terre majeur qui la détruit à la toute fin du XVIIe siècle, et la ville actuelle est fondée à proximité : les épisodes de la vie de Conrad sont racontés dans les sculptures du portail de bronze de la cathédrale de Noto, érigée durant les trois premiers quarts du XVIIIe siècle.
Le culte de Conrad n'est étendu à l'ordre franciscain qu'en 1625, par le pape Urbain VIII.